# Японская диаспора
Японская диаспора (яп. 日系 — «никкэй») — японские эмигранты и их потомки, проживающие в зарубежных странах. Японский язык начал появляться в Северной Америке начиная с 1897 года (с 35 эмигрантами в Мексике), а позже в Латинской Америке (начиная с 790 эмигрантов в Перу в 1899 году). Кроме того, многие японцы уезжали из метрополии в колонии. Однако большинство этих эмигрантов репатриировали в Японию по окончании Второй мировой войны в Азии.
Согласно Ассоциации Никкэй и японского языка за рубежом, существует около 2,5 миллиона японских эмигрантов, живущих в таких странах, как Бразилия, США, Китай и Филиппины (самые многочисленные диаспоры). В некоторых странах живут японцы, чьи предки покинули Японию ещё в эпоху Мэйдзи.

## Возвращение эмигрантов в Японию
Старение населения и сокращение доли в нём (и абсолютной численности) трудоспособных граждан вынудило Японию в 1989 году принять закон о праве на работу в Японии любого человека, чьи родители, бабушка или дедушка были японцами. В результате стал наблюдаться обратный процесс переезда потомков японцев из Бразилии и Перу в Японию. Уже в 1991 году в Японии так называемых «никкеидзинов» только из Бразилии было 150 тысяч человек. Миграция того периода носила временный характер: заработав деньги в Японии, японцы, как и другие народы, возвращались в Бразилию, а поток мигрантов был представлен в основном молодыми (до 30 лет) мужчинами без семьи. Однако на рубеже XX и XXI веков японцы из Бразилии и Перу стали переезжать в Японию на постоянное проживание.